# Celtic Cup 2009 (Hockey)
Der Celtic Cup 2009 war die 10. Auflage des Herren- und die 9. Auflage des Damenturniers. Sie fand vom 26. bis 28. Juni in Edinburgh, Schottland statt. Bei beiden Turnieren gewannen die Titelverteidiger erneut den Titel.

## Männer

### Teilnehmer
- Frankreich
- Irland
- Schottland
- Wales

| Datum – Uhrzeit | Team 1     | Team 2     | Ergebnis |
| --------------- | ---------- | ---------- | -------- |
| 26. Juni        | Irland     | Frankreich | 3:1      |
|                 | Schottland | Wales      | 1:1      |
| 27. Juni        | Wales      | Irland     | 2:3      |
|                 | Schottland | Frankreich | 3:2      |
| 28. Juni        | Frankreich | Wales      | 3:2      |
|                 | Schottland | Irland     | 3:3      |

Tabelle
| Rang | Land       | Spiele | Tore | Differenz | Punkte |
| ---- | ---------- | ------ | ---- | --------- | ------ |
| 1    | Irland     | 3      | 9:6  | +3        | 7      |
| 2    | Schottland | 3      | 7:6  | +1        | 5      |
| 3    | Frankreich | 3      | 6:8  | −2        | 3      |
| 4    | Wales      | 3      | 5:7  | −2        | 1      |

## Frauen

### Teilnehmer
- Frankreich
- Irland
- Schottland
- Wales

| Datum – Uhrzeit | Team 1     | Team 2     | Ergebnis |
| --------------- | ---------- | ---------- | -------- |
| 26. Juni        | Irland     | Frankreich | 2:1      |
|                 | Schottland | Wales      | 1:2      |
| 27. Juni        | Wales      | Irland     | 2:2      |
|                 | Schottland | Frankreich | 2:0      |
| 28. Juni        | Frankreich | Wales      | 2:2      |
|                 | Schottland | Irland     | 3:3      |

Tabelle
| Rang | Land       | Spiele | Tore | Differenz | Punkte |
| ---- | ---------- | ------ | ---- | --------- | ------ |
| 1    | Schottland | 3      | 6:5  | +1        | 6      |
| 2    | Wales      | 3      | 6:5  | +1        | 5      |
| 3    | Irland     | 3      | 7:4  | +3        | 4      |
| 4    | Frankreich | 3      | 3:6  | −3        | 0      |